# Батмотропный эффект
Батмотропный эффект (bathmotropic effect, др.-греч. βαθμός — порог + τρόπος — направление действия, способ действия) — изменение возбудимости различных структур сердца.
- Положительный батмотропный эффект — увеличение возбудимости сердца
- Отрицательный батмотропный эффект — снижение возбудимости сердца

В общем, отражает реакцию сердца на катехоламины (норэпинефрин, эпинефрин, допамин). Состояния, оказывающие отрицательный батмотропный эффект, приводят к снижению способности сердечной мышцы к ответу на катехоламинергические препараты.
Часто происходит путаница понятий — под батмотропным эффектом иногда понимают не только возбудимость сердечной мышцы, но и её раздражимость.

## История открытия
В 1897 году Энгельман предложил четыре греческих термина для описания физиологических свойств сердца: инотропия — возможность сокращения; хронотропия — возможность инициации электрического импульса; дромотропия — возможность проведения электрического импульса; батмотропия — способность реагировать на прямую механическую стимуляцию. В дополнение к перечисленным в 1982 году был предложен термин люзитропия — способность к расслаблению сердечной мышцы. В статье в Американском журнале медицинских наук эти пять терминов были представлены как основные свойства сердечной мышцы.

## Физиологический механизм
Батмотропный эффект изменяет способность мембраны клеток сердечной мышцы к возбудимости, тем самым облегчая образование потенциала действия. Активация потенциала действия зависит от величины потенциала покоя и состояния натриевых каналов.
Во время четвертой стадии потенциала действия напряжение на внутренней поверхности мембраны клетки сердечной мышцы находится на уровне −90 mV. При повышении этого значения до −60 mV происходят электрохимические изменения в потенциал-зависимых быстрых натриевых каналах, что приводит к быстрому току ионов натрия внутрь клетки. Когда достаточное количество таких каналов открывается — то есть быстрый ток ионов натрия превосходит пассивный отток ионов калия из клетки -, потенциал покоя становится менее отрицательным, что ведет к открытию еще большего количества быстрых натриевых каналов, и, в конечном итоге, генерируется потенциал действия. Электрический потенциал, по достижении которого это происходит, называется пороговым.
При воздействии некоторых лекарств и других факторов потенциал покоя может изменяться и приближаться к пороговому значению, что, в свою очередь, облегчает генерацию потенциала действия. Точно также при повышении уровня активации натриевых каналов повышается ток ионов натрия внутрь клетки, что также облегчает генерацию потенциала действия. В обоих описанных случаях возбудимость миокарда возрастает.

## Лекарства, ионы и состояния, оказывающие положительный батмотропный эффект
- Гипокальциемия[2] — кальций блокирует натриевые каналы и препятствует деполяризации, таким образом снижение ионов кальция повышает ток ионов натрия через каналы и, тем самым, снижает порог деполяризации.
- Гиперкалиемия[3] — вызывает частичную деполяризацию мембраны, находящейся в состоянии покоя.
- Норэпинефрин[4] и стимуляторы симпатической системы — повышают уровень потенциала покоя.
- Наперстянка — преобразует нормальный потенциал действия Пуркинье сердечной мышцы по типу автоматического пейссмейкера, что повышает раздражимость миокарда.
- Эпинефрин — действует подобно стимуляторам симпатической системы.
- Легкая гипоксия — вызывает частичную деполяризаицю мышечной мембраны.
- Ишемия — вызывает частичную деполяризацию мышечной мембраны.

## Лекарства и состояния, оказывающие отрицательный батмотропный эффект
- Гиперкальциемия[2] — снижает проницаемость для ионов натрия, тем самым приводя мембрану в состояние гиперполяризации.
- Пропранолол[5].
- Куинидин и другие антиаритмические препараты класса I — блокирует потенциал-зависимые натриевые каналы.
- Блокаторы кальциевых каналов.
- Стимуляторы парасимпатической системы — снижают возбудимость только миоцитов предсердия.
- Гипонатриемия — понижение содержания ионов натрия во внеклеточном пространстве.
- Гипокалиемия — увеличение (снижение вольтажа) потенциала покоя.
- Ацетилхолин — оказывает действие подобно стимуляторам парасимпатической системы.